# Флаг Лихтенштейна
Флаг Лихтенштейна первоначально состоял из двух горизонтально расположенных полос жёлтого и красного родовых цветов правящей династии. С XIX века государственный флаг стал сине-красным. Перемена связана с традиционной расцветкой одежды придворных и слуг княжеского двора. Синий цвет символизирует синеву неба над страной, красный — яркие закаты солнца в горах Лихтенштейна.
В 1937 году главой правительства княжества Йозефом Хоопом было дано официальное толкование символов флага:

Синий — цвет сияющего неба, красный — цвет тлеющих угольков в камине, золотой цвет короны показывает нашему народу, что страна и княжеская семья объединены сердцем и духом.
— 
Во время участия Лихтенштейна в летних Олимпийских играх 1936 года, было обнаружено, что гражданский флаг Гаити совпадает с флагом Лихтенштейна. Чтобы избежать путаницы в будущем, в следующем году к синей полосе флага Лихтенштейна была добавлена желтая корона. Дальнейшие незначительные изменения были внесены в законы 1957 года и 18 сентября 1982 года.
С 1988 года введён особый служебный, а фактически государственный флаг, где вместо короны в центре помещён полный государственный герб.

## Другие флаги

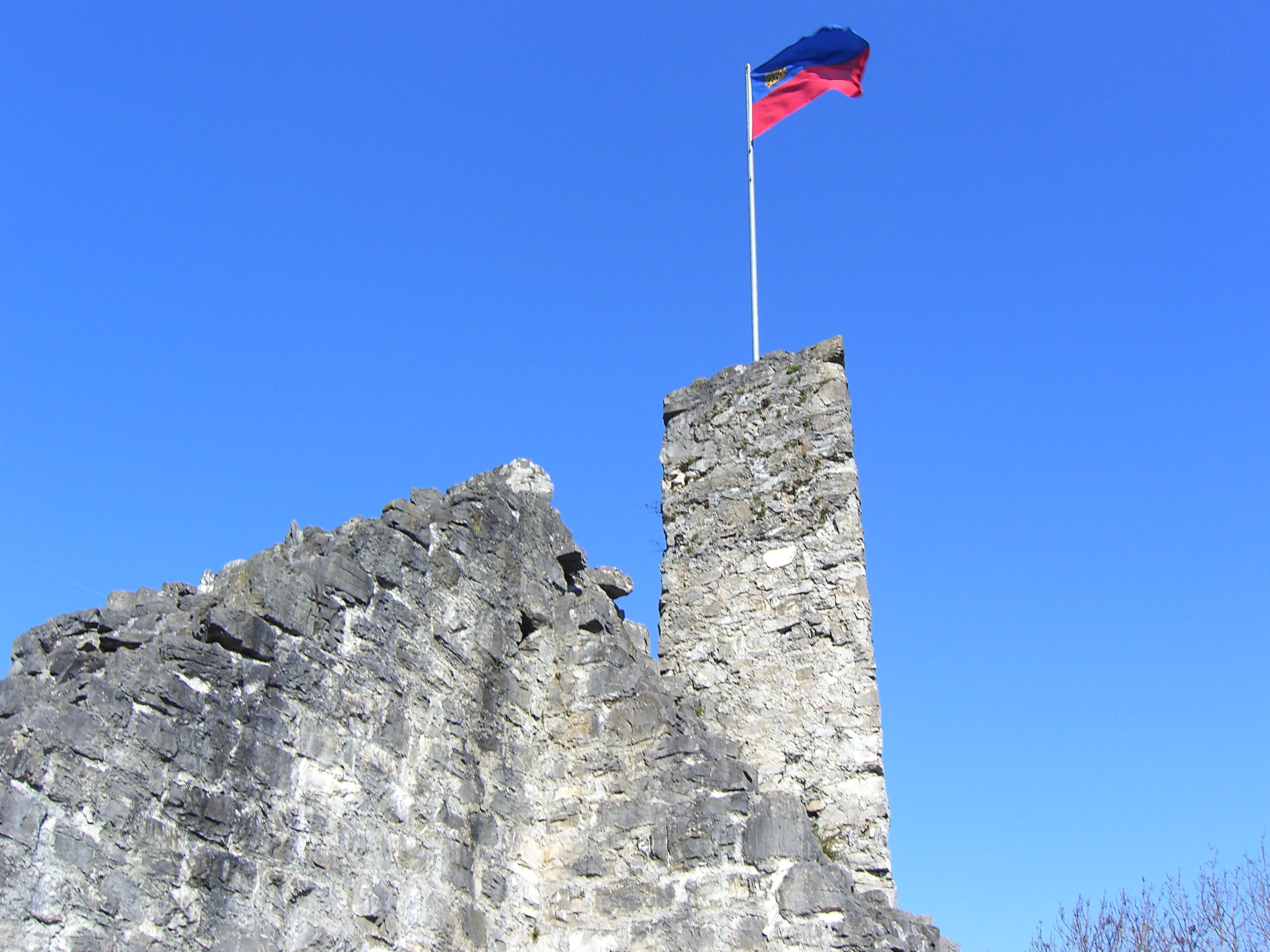
Флаг на границе с Австрией

Флаг Лихтенштейна 1719 — 05.11.1921
Флаг Лихтенштейна 1852 — 05.11.1921
Флаг Лихтенштейна 05.11.1921 — 24.06.1937
Личный штандарт Князя Лихтенштейна
Личный штандарт Князя Лихтенштейна 1957 — 1982
Пропорции государственного флага Лихтенштейна